# Monogatari

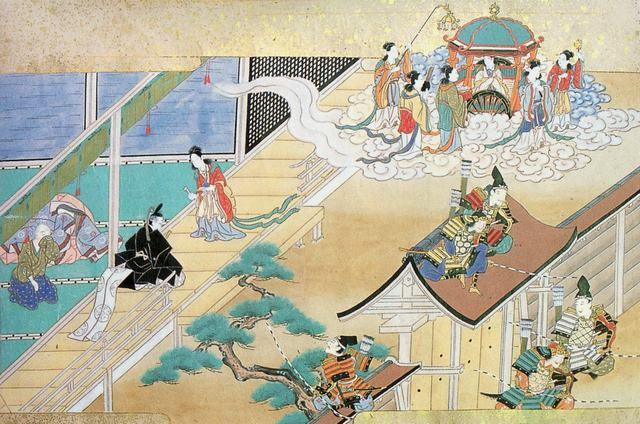
Taketori monogatari (A bambuszgyűjtő öregember meséi)

A monogatari (japánul 物語) hagyományos japán epikai műfaj. Jelentése: elbeszélni valamit (mono o kataru), vagy geszta, beszámoló. A Heian-korban, a 10. században jelent meg, és a Kamakura-korban, sőt egészen a 15. század végéig kedvelt irodalmi műfaj maradt.

## A monogatarik tematikus felosztása
A 10. század kezdetén monogatarinak nevezték a regényszerű, fiktív elbeszéléseket, amik legendákról, anekdotákról, csataleírásokról, háborús krónikákról szóltak. Akkoriban Kiotó udvari nemes urai írtak monogatarikat.
- denki monogatari (伝奇物語), fantasztikus, csodás elbeszélések: Taketori monogatari (A bambuszgyűjtő öregember meséi), Ucubo monogatari (Az odvas fa meséi)
- rekisi monogatari (歴史物語), történelmi elbeszélések: Eiga monogatari (Viruló virágok/Pompa és ragyogás), Ó-kagami (A nagy tükör), Mizu-kagami (Víztükör), Ima-kagami (Kis tükör), Maszu-kagami (Tiszta tükör)
- gunki monogatari (軍記物語), hőstettekről, csatákról szóló elbeszélések, krónikák: Hógen monogatari, Heidzsi monogatari, Heike monogatari, Gikei-ki, Taiheiki, Szoga monogatari
- uta monogatari (歌物語), vers (vaka) és próza kombinációja: Iszei történetek (Isze monogatari), Jamato monogatari (Jamatói történetek)
- giko monogatari (擬古物語), a régi udvari történeteket és románcokat utánzó klasszicista stílusú romantikus elbeszélések: Macura no Mija monogatari, Szumijosi monogatari
- cukuri monogatari (作り物語), fiktív, romantikus regény, elbeszélés: Gendzsi szerelmei, Ocsikubo monogatari, Hamacu csúnagon monogatari, Szagoromo monogatari, Torikaebaya monogatari (Bár csak kicserélhetném őket!), Cucumi csúnagon monogatari, Joru no nezame (Éjszakai virrasztás)

## Kiemelkedő monogatarik

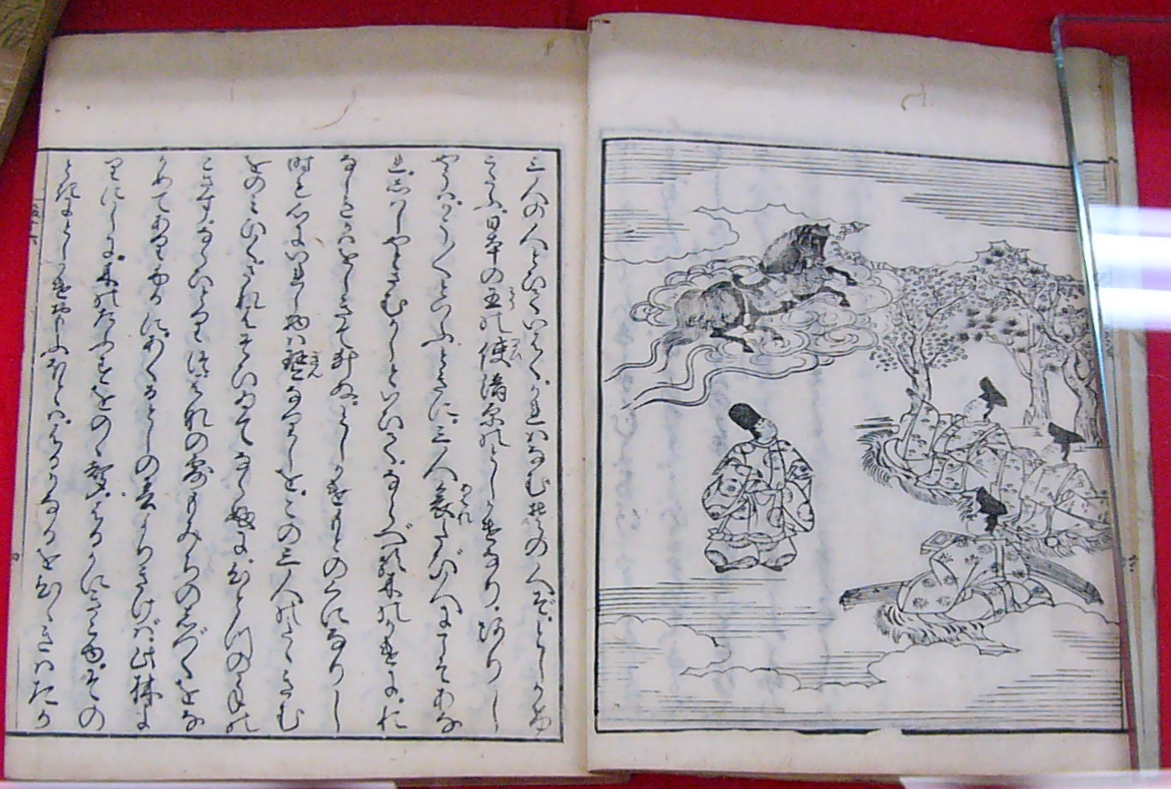
Az Ucubo monogatari 1809-es kiadása

### Heian-kor
Az első fennmaradt monogatari a Taketori monogatari (A bambuszgyűjtő öregember meséi) 900 körül keletkezett.
Egy napon az idős Taketori a bambuszerdőben járva meglátott egy fénylő bambuszfát. Felvágta a szárát, és egy gyönyörű icike-picike, hüvelyknyi kisleányt talált benne. A gyermektelen házaspár felnevelte Kaguja-himét. A csodás szépségű lány kezéért hercegek versengtek, sőt a császár is elment hozzájuk, hogy feleségül kérje.
Szintén 900 körül írták az Isze monogatarit (Iszei történetek), amiben vers (vaka) és próza keveredik egymással, ezért uta monogatarinak, lírai elbeszélésnek is nevezik. A mű Arivara no Narihira költő és lovag gáláns kalandjait meséli el a Fudzsivara család felemelkedése idején. A Isze monogatari ma is rendkívül kedvelt olvasmány Japánban.
950 körül íródott a Jamato monogatari (Jamatói történetek), ami szintén lírai elbeszélés. Minden egyes története más főhősről szól. Jamato Japán ősi tartománya.
A császári udvarban a nemes urak gyakran keveredtek szerelmi kalandokba. Így a nem szívesen látott mostohagyermek témája (mamako-banasi) is utat talált az irodalomba. Az Ocsikubo monogatari (Ocsikubo története) kb. 968–969-ben keletkezett. Főhőse egy fiatal lány, aki a palota szomszédságában álló épület alagsorában él, és akit mostohaanyja kénye-kedve szerint dolgoztat. Hasonló Hamupipőke-sorsról szól a Szumijosi monogatari, amit inkább a Kamakura-kor irodalmához sorolnak. A Szumijosi monogatariról készült legrégibb tekercsképet a Tokiói Nemzeti Múzeumban őrzik, és fontos nemzeti kulturális értéknek számít.
A Torikaebaya monogatari (Bár csak kicserélhetném őket!) a 11. század végén keletkezett. Az udvaronc apa sóhajt fel így gyakran, mert lányos fia és fiús lánya gyakran kellemetlen helyzetbe hozza. Végül lányát fiúnak, fiát pedig lánynak öltözteti a felnőtté válás ünnepén.
Az Ucubo monogatari (Az odvas fa meséi) állítólagos szerzője Minamoto no Sitagó, akit Japán harminchat költőgéniusza közé sorolnak. Ez a mű tartalmaz először fejezetcímeket, s ezt a formát a későbbi monogatarik is megtartják. A cím arra utal, hogy a főhős és anyja a hegyekbe menekült, ahol egy cédrusfa odúja lett otthonuk.
A monogatari mellett megjelenik a napló, és beköszönt a nőirodalom virágkora. Muraszaki Sikibu írta a Gendzsi szerelmeit, ami a japán irodalom kimagasló alkotása, gyöngyszeme.

### Átmenet a Kamakura-korba

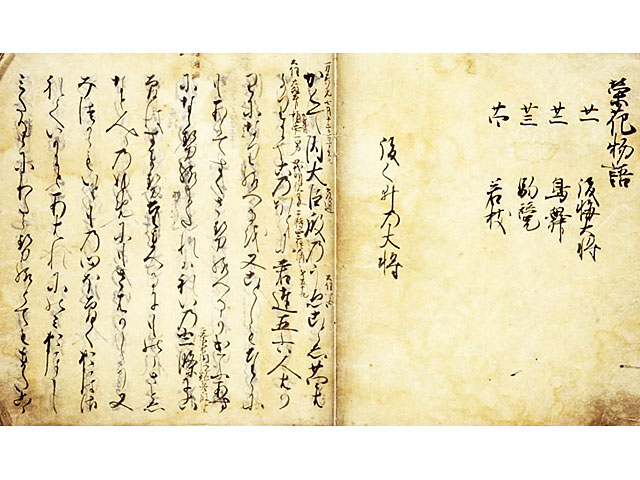
Eiga monogatari

A dannourai tengeri csatában 1185-ben a Minamotók legyőzték a Tairákat, s ezzel véget ért a Heian-kor. Taira–Minamoto-háború véres harcai nyomot hagytak az irodalomban is. A rekisi monogatariban (történelmi tárgyú elbeszélés, regény) tükröződtek vissza a politikai változások. A Kodzsikihez hasonló történelmi feljegyzések, krónikák már 200 éve nem születtek Japánban. De a megváltozott politikai viszonyok szükségessé tették összefüggő történeti munkák megírását. Olyan vegyes művek születtek, amik nem csak történeti tájékoztatást, de szórakozást is nyújtottak egyben. Az Eiga monogatori (Viruló virágok) vagy (Pompa és ragyogás), Fudzsivara no Micsinaga régens működését és 887 és 1092 között történt udvari eseményeket beszéli el.
Az Ó-kagami (Nagy tükör) a 12. század végén született. Ez a monogatari felépítésében hasonlít Sze-ma Csien művéhez, A történetíró feljegyzéseihez. A 850 és 1025 között történt eseményekről tudósít, Montoku trónra lépésétől Go-Icsidzsó császár uralkodásáig. Két öreg, a 151 és 140 éves Ójake no Jocugi és Nacuyama Sigeki mesélik el egymásnak az eseményeket, néha kérdést intéz hozzájuk egy 20 éves szamuráj.
Az Ó-kagami kiegészítésének tekinthető a Mizu-kagami (Víztükör). A két kötetből álló császári krónika Dzsinmutól Ninmjó császárig, az Ima-kagami (A jelenkor tükre) Icsidzsótól Takakura császárig terjedő időszakot öleli fel.
A Kondzsaku monogatarisú (A jelen és múlt történetei) késő heian-kori antológia, több mint ezer szecuvát, továbbá japán, kínai és indiai elbeszéléseket, meséket, sőt állatmeséket tartalmaz. A Kondzsaku nagy hatással volt a szecuva irodalomra.

### Kamakura-kor

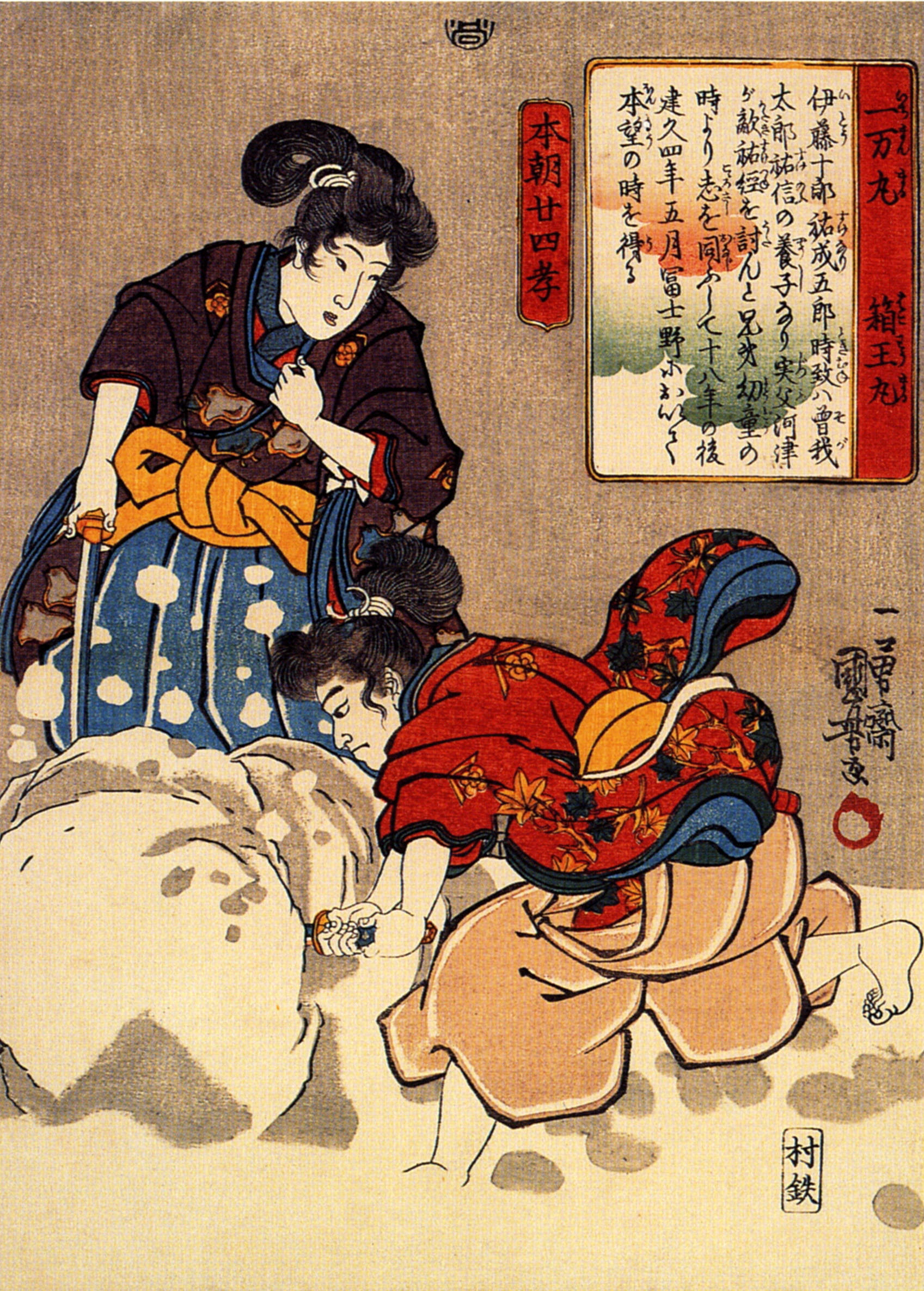
A Szoga fivérek a kardcsapást gyakorolják egy jégtömbön (Szoga monogatari)

A feudális nemesség felemelkedésével megjelennek a szenki és a gunki monogatarik, a háborúkról, csatákról, a katonák, harcosok bátor hőstetteiről szóló romantikus elbeszélések, regények. Nyelvezetük eltér az előző monogatarikétól, mert szerzőik kínai szavakat is kevernek a japán szövegbe.
A legrégibb, a 13. század első felében írt Hógen monogatari a Hógen-lázadás történetét írja le, a Heidzsi monogatari pedig a Heidzsi-lázadás krónikája.
A Genpei szeiszui-ki a Minamotók és a Tairák felemelkedésének és bukásának a története.
A Taiheiki (A nagy béke története) a 14. század végén keletkezett háborús krónika az 1318 és 1367 közötti eseményekről. Go-Daigo császár harcolt a Kamakura-bakufu ellen, és megalakult az ’északi és déli udvar’ (nambokucsó). A krónika már a Muromacsi-kort érinti.
A Szoga monogatari a Szoga fivérek, Dzsuró és Kudó vérbosszúját meséli el apjuk gyilkosán.

## Fordítás
- Ez a szócikk részben vagy egészben  a   Monogatari című német Wikipédia-szócikk ezen változatának fordításán alapul.  Az eredeti cikk szerkesztőit annak laptörténete sorolja fel. Ez a jelzés csupán a megfogalmazás eredetét és a szerzői jogokat jelzi, nem szolgál a cikkben szereplő információk forrásmegjelöléseként.